# 伊藤つかさ
伊藤 つかさ（いとう つかさ、1967年2月21日 - ）は、日本の女優。所属事務所はカートプロモーション。

## 人物・略歴
東京都渋谷区生まれ。世田谷区立東大原小学校（現世田谷区立下北沢小学校）、世田谷区立北沢中学校、私立駒沢学園女子高等学校、トキワ松学園女子短期大学（現：横浜美術大学）卒業。独身（離婚歴あり）。小中学校時代は下北沢駅から数分のところに住んでいた。小学校時代は長野県で過ごした経験がある。
母の勧めで幼少期から「劇団いろは」に入団し、子役として主にテレビドラマに出演していた。
1980年、「3年B組金八先生」でクラスのアイドル的女子生徒・赤上近子役を演じた。
1981年9月1日に徳間ジャパンから「少女人形」でアイドル歌手としてデビュー。1980年代に一世を風靡した。八重歯がトレードマークであった。
1984年にはレコード会社を徳間ジャパンからビクター音楽産業に移籍、1986年まで継続して音楽活動をした。その後は現代劇を中心にドラマに出演。時代劇にもレギュラー出演していた。1984年、叙情漫画家みつはしちかこ原作の「小さな恋のものがたり」でチッチ役としてラジオドラマやアニメで声優デビュー。
2002年、竹書房から発売された写真集でヘアヌードを披露（これが初のヌード）し、ファンに衝撃を与えた。
2006年7月31日、20年ぶりに歌手として復帰した。
2009年11月にビクター時代のシングル2作、2011年08月に徳間ジャパン時代のシングル5作がミュージックグリッドからMEG-CDで再発売された。
2010年3月、薬丸秀美、荻野目洋子、河合その子とともに資生堂の新CM発表会に登場し40代女性向け商品のPRを行った。
2012年4月18日、座・高円寺の舞台「裏の木戸は開いている」の稽古中に客席へ転落して足を骨折、全治2か月と診断され入院した。このため、同舞台は内容を一部変更して上演、6月出演予定の舞台「帰ってきた蛍〜慟哭の詩〜」を降板した。
2013年11月に徳間ジャパン時代、ビクター時代のオリジナル・アルバム6作（5枚目の『クレッシェンド』を除く）、2014年02月にライブ・アルバム1作がタワーレコード/ディスクユニオン限定で、デジタルリマスタリングした音源にアルバム未収録曲や未収録ヴァージョンなどをボーナストラックとして追加、歌詞カードにはシングル盤のジャケットなどを掲載し、再発売（内3枚は初CD化）された。
2023年2月26日、BS松竹東急「小倉智昭の昭和懐かしヒット曲！！～あのアイドルに会いたい～ 第2弾」にて、変わらぬ歌声で「少女人形」を歌唱した。

## 伊藤つかさの番組出演時間
伊藤つかさと労働基準法は切っても切れない縁がある。背景として法律上、芸能人を労働者とみなすべき存在であるか否かという議論があり、みなした場合には労働基準法の適用が行われ、15歳未満の者の20時以降（16歳から18歳までは22時以降）の労働は認められない。当時はまだこれに対する対処の手法が確立しておらず、テレビ局は手探りで自主規制として何時まで、また誰ランクまで許可すべきかを模索している段階であった。このためアイドル歌手としてデビューし、15歳未満で歌番組でのベストテン入りを果たした伊藤だったが、当時のベストテン番組は20時以降からの生放送番組だったため、この自主規制によって出演できなかったというエピソードがある。一例として『ザ・ベストテン（TBS系, 毎週木曜日21:00 - 21:54）』では本人に代わり等身大パネルを使用するという措置が執られた。後に伊藤自身はこの件に関して、極度のあがり症だったため、生放送の歌番組の出演には消極的で、辞退する口実として労働基準法を傘にしたと明かしている。後年そのことが大きな問題となり、若年アイドルの活動に大きな影響を与えたことについては、後悔しているという。

## エピソード
- 1982年7月25日、映画「未完の対局」の宣伝目的で小田急電鉄にて運行された団体専用列車「你好（ニイハオ）つかさ号」（新宿駅から向ヶ丘遊園駅まで片道のみ運行）に、一日車掌として乗務した。使用車両は3000形SE車であった（画像リンク）。
- フジテレビ系昼の帯番組『笑っていいとも!』（1982年10月-2014年3月）の名物コーナー「テレフォンショッキング」は、当時伊藤の大ファンであった司会のタモリが芸能界の交友関係を繋げていき、いつの日か伊藤をゲストに招くことを目的として企画されたものである。伊藤は放送3年目の1985年7月8日と1987年6月24日に同コーナーに出演を果たした[9]。
- 元TBSプロデューサーの日向宏之によると、子役時代の伊藤は天才少女と呼ばれ、「大人の芝居が出来る子」だったという[10]。『結婚するまで』で田村正和の娘役を演じた時は、大人の役者の演技を先取りするようなことも多く、主演の秋吉久美子が「あの子に食われちゃってホントに困る」とぼやいていたという[10]。
- 『3年B組金八先生』で伊藤を起用した元TBSプロデューサーの柳井満によると、第二シリーズで伊藤が座った最前列の金八の真向いの席は、第一シリーズで土屋かおりが座った席でもあった[10]。柳井は後任も土屋のような可愛らしいイメージの少女を考えており、オーディションではその条件に合った伊藤がすんなり決まったという[10]。なお、伊藤は当時土屋と同じ劇団いろはに在籍しており、仲の良い間柄であった[11]。

## 出演

### テレビドラマ
- 木下恵介・人間の歌シリーズ（TBS）
  - 「それぞれの秋」（1973年）
  - 「冬の貝殻」（1973年）
- 天下のおやじ（日本テレビ、1973年） - みよこ 役
- 連続テレビ小説（NHK総合）
  - 「鳩子の海」（1974年4月 - 1975年4月）
  - 「心はいつもラムネ色」（1984年10月 - 1985年3月）
- NHK大河ドラマ（NHK総合）
  - 「勝海舟」（1974年）
  - 「黄金の日日」（1978年） - 少女 役
  - 「草燃える」（1979年） - 北条元子 役
- バーディー大作戦 第33話「ジングルベルは殺しのテーマ」（1974年、TBS） - 藤川純子
- 夜明けの刑事（1974年、TBS）
- ライオン奥様劇場「妻の過去」（1974年、フジテレビ）
- 仮面ライダーアマゾン第11話「金色のカタツムリは死神の使い!?」 （1974年12月28日、毎日放送） - チサコ
- 右門捕物帖 第49話「秘密」 - おちよ役（1975年3月12日、NET）
- がんばれ!!ロボコン 第34話「モヤモヤーン!好き好き物語」 （1975年、NET） - ひかり
- 長崎犯科帳 第9話「赤い炎は闇で消せ」（1975年6月1日、日本テレビ） - 花魁の小姓
- 破れ傘刀舟悪人狩り（NET）
  - 第30話「ささやいた死美人」（1975年） - おちよ
  - 第42話「愛の残影」（1975年） - おかよ
  - 第51話「人斬り子守唄」（1975年） - 矢沢秀
  - 第63話「父と子の詩」（1975年） - お国
- Gメン'75 第3話「警官殺し!」（1975年、TBS）−松宮久美
- 刑事くん 第11話「天使のいるところ」（1975年、TBS） ※（伊東つかさ名義）
- 人魚亭異聞 無法街の素浪人 第8話「三匹の流れ者」（1976年、NET・三船プロ） - お光
- バトルホーク（1976年、東京12ch） - 楯ユリカの少女時代 役
- 銀河テレビ小説 「駱駝の夢」（1976年、NHK総合）
- 目撃 ある愛のはじまり（1976年、日本テレビ）
- 結婚するまで（1976年、TBS）
- 宇宙鉄人キョーダイン（1976年、毎日放送・東映） -  第28・30、31話は陽子役/第29話はヒロ子役
- 小さなスーパーマン ガンバロン 第6話「大ピンチ! あばけ悪魔の正体」（1977年、日本テレビ） - 光月さやか役 ※「伊藤司」名義
- ロボット110番 第10話「歩かない少女」（1977年、テレビ朝日）- マチコ役
- 冒険ファミリー ここは惑星0番地（1977年、テレビ朝日） - 大井田まさみ 役
- 七人の刑事 第34話「北川刑事の辞職」（1978年、TBS）
- 明日の刑事 第64話「バスの中で少女が死んだ!」（1979年、TBS・大映テレビ） -田辺チエ役
- GOGO! チアガール （1980年、TBS）第27話「父よあなたは弱かった… 」のゲスト
- 3年B組金八先生（TBS） - 赤上近子 役
  - 第2シリーズ（1980年10月3日 - 1981年3月27日）
  - 3年B組金八先生スペシャルII 「イレ墨をした教え子」 （1983年10月7日）
  - 第5シリーズ 第11話「金八涙の体罰…3B騒然辞表提出」（2000年1月6日）
  - 第8シリーズ 第1話「ぎらりと光るダイヤのような日!」（2007年10月11日）
  - 3年B組金八先生ファイナル〜「最後の贈る言葉」（2011年3月27日）
- なかよしケンちゃん（TBS、1981年） - 結城かつら 役
- もんもんドラエティ（1981年、テレビ東京）
- 鞍馬天狗（1981年12月13日 - 1982年3月21日、TBS） - 杉作 役 ※挿入歌・伊藤つかさ「夕暮れ物語」
- アイコ16歳（1982年9月1日 - 9月8日、TBS） - アイコ 役・初主演
- オサラバ坂に陽が昇る（1983年4月22日 - 8月12日、TBS） - 菊地まゆみ 役
- アイコ17歳（1984年3月21日 - 3月28日、TBS）
- 家族あわせ（1984年、NHK総合）
- 年末時代劇スペシャル（日本テレビ）
  - 「忠臣蔵」（1985年）
    - 前篇「君、怒りもて 往生を遂ぐ」・後篇「我一死もて大義に生く」

  - 「白虎隊」（1986年） - （西郷頼母の長女）西郷細布子
    - 前編「京都動乱」・後編「落城の賦」
- 12時間時代劇（テレビ東京）
  - 「徳川風雲録 御三家の野望」（1986年） - お美津 役
  - 「花の生涯 井伊大老と桜田門」（1988年） - 小亀 役
- 天使のアッパーカット（TBSテレビ、1986年） - 三枝弘美 役
- 水戸黄門（TBS・C.A.L）
  - 第16部 第24話「母恋し涙の角兵衛獅子 -新発田-」（1986年10月6日） - おいと 役
  - 第33部 第13話「甘ったれ若旦那に喝! -出雲-」（2004年7月12日） - お民 役
- 火曜サスペンス劇場（日本テレビ）
  - 「182566の死者 多摩湖畔殺人事件」（1987年）
  - 「浅見光彦ミステリー8 琵琶湖周航殺人歌」（1990年7月3日放送） - 広岡順子 役
  - 「小京都ミステリー11 伊予夢芝居殺人事件」（1994年3月15日） - 水戸部愛 役
- 暴れん坊将軍 （テレビ朝日・東映）
  - 暴れん坊将軍III（1988年 - 1990年） - 半次郎（佐藤B作）の妹 兼 医師見習・お葉 役
  - 暴れん坊将軍IV（1991年 - 1992年） - 医師見習・お葉 役
  - 暴れん坊将軍V（1993年 - 1994年） - 医師見習・お葉 役
- 月曜・女のサスペンス 「復讐 死者からの告発状」（1988年、テレビ東京）
- 木曜ゴールデンドラマ 「愛と憎しみの疑惑」（1989年、よみうりテレビ）
- 横溝正史スペシャル 「悪魔の手毬唄」（1990年、TBS）
- 月影兵庫あばれ旅 第2シリーズ 第1話「江戸で悪を斬る! 」（1990年、テレビ東京・松竹） - おみつ 役
- 大岡越前（TBS・C.A.L）
  - 第13部 第11話「情けに泣いたお役者小僧」（1993年1月25日） - おその 役
  - 第14部 第15話「牛も唸った大岡裁き」（1996年9月23日） - おいね 役
- 金曜エンタテイメント 「おふくろシリーズ13 おふくろからありがとう 夫は私のために死んだ!!」（1997年5月30日、フジテレビ）
- はぐれ刑事純情派（テレビ朝日・東映）
  - 第10シリーズ 第12話「尊属殺人!? 謎の悪戯電話」（1997年6月18日）
  - 第14シリーズ 第11話「高級ブランドの女！夫は小遣い250円!?」（2001年6月13日）- 新山紀子 役
- 生まれる。「命を選びますか?」 第4話（2011年5月13日） - 鶴野理子 役
- 月曜ゴールデン 「守護神・ボディーガード 進藤輝3」（2014年6月9日、TBS） - 飯島加奈 役
- ジゴロinシェアハウス（2015年3月13日 -、TBSチャンネル） - 美原結花 役

### TVアニメ
- 小さな恋のものがたり チッチとサリー・初恋の四季（TBS、1984年3月20日、チッチ役）
- 光の伝説（朝日放送系列、1986年、上條光役[12]）

### それ以外のTV出演
- モーニングサラダ（日本テレビ）初代アシスタント
- 日本いにしえの旅（BSフジ、2007年 - ）
- スナック胸キュン1000％　ママこの人つれて来た (第5話)(BS12 2019年)

他多数

### ラジオ
- 伊藤つかさ「一人にしないで」（文化放送）
- 伊藤つかさ オレンジの目覚時計（文化放送）
- 伊藤つかさ いちごのキーホルダー（文化放送）
- アイドルスタースペシャル 伊藤つかさ 星にねがいを（ニッポン放送）
- つかさのファンシージャケット（FM愛知、FM大阪）

### 映画
- 未完の対局（1982年、日本・中国合作映画）况華林
- ウスケボーイズ（2018年）麻井沙織
- コウインKOUIN〜光陰〜（2024年公開予定）[13]

### 劇場版アニメ
- 劇場版ふしぎの海のナディア（1991年、ファジィ役）
- もも子、かえるの歌がきこえるよ。（2003年、倉本由江役）

### CM・広告
- 「マイクロカセットラジカセ minic」「マックロード650」 松下電器
- 「雪見だいふく」 ロッテ
- 「雪見弁当」 ロッテ
- 「アイスパゲッティ」 ロッテ
- 「ガムンボ」 ロッテ
- 「バブバルーン」 ロッテ
- 「パリDEパイ」 ロッテ
- 「モペット コーンスナック」 ロッテ
- 「JX日鉱日石エネルギー」 ENEOS
- 「シャワラン ビューティーシャンプー&リンス」 牛乳石鹸
- 「シャワラン 弱酸性シャンプー&リンス」 牛乳石鹸
- 「アキレスシューズ」 アキレス株式会社
- 「三越のお歳暮」 三越
- 「IN&ON」 資生堂（河合その子・荻野目洋子・薬丸秀美（旧：石川秀美）と共演）

「アキュライズ」

### 舞台
- ふしぎの国のアリス
- にんじん
- アンネの日記
- 若草物語
- シンデレラ
- アルプスの少女ハイジ
- 暴れん坊将軍
- 鉄道員（ぽっぽや）
- 二代目はクリスチャン
- ラーメン物語
- テンカウント「春の章」
- 帰って来た蛍（2008年）
- 阿呆浪士（2012年9月13日 - 17日、本多劇場（東京）/9月21日 - 23日、一心寺シアター倶楽（大阪）、ドラマティック・カンパニー20周年記念公演・第二弾  ）
- 裏の木戸は開いている（2012年4月19日 - 22日、座・高円寺2、原作：山本周五郎、劇団ユビキタス・アジェンダ第2回公演）- おしの 役

## ディスコグラフィ
- 2014年2月12日発売のCDにてライブを含む全ての音源がCD化された。

### シングル
| #                | 発売日           | A/B面            | タイトル                              | 作詞             | 作曲             | 編曲             | 規格品番         |
| ジャパンレコード | ジャパンレコード | ジャパンレコード | ジャパンレコード                      | ジャパンレコード | ジャパンレコード | ジャパンレコード | ジャパンレコード |
| ---------------- | ---------------- | ---------------- | ------------------------------------- | ---------------- | ---------------- | ---------------- | ---------------- |
| 1                | 1981年 9月1日    | A面              | 少女人形                              | 浅野裕子         | 南こうせつ       | 船山基紀         | JAS-2016         |
| 1                | 1981年 9月1日    | B面              | 童話色                                | 浅野裕子         | 南こうせつ       | 船山基紀         | JAS-2016         |
| 2                | 1981年 12月1日   | A面              | 夕暮れ物語                            | 安井かずみ       | 加藤和彦         | 清水信之         | JAS-2020         |
| 2                | 1981年 12月1日   | B面              | リボン飾りのX'マス・プレゼント        | 安井かずみ       | 加藤和彦         | 清水信之         | JAS-2020         |
| 3                | 1982年 2月21日   | A面              | 夢見るSeason                          | 原由子           | 原由子           | 松井忠重         | JAS-2025         |
| 3                | 1982年 2月21日   | B面              | 春風にのせて                          | 大貫妙子         | 大貫妙子         | 大村憲司         | JAS-2025         |
| 4                | 1982年 6月25日   | A面              | もう一度逢えますか                    | 竜真知子         | 南こうせつ       | 船山基紀         | JAS-2035         |
| 4                | 1982年 6月25日   | B面              | 私はブルーバード                      | 竜真知子         | 南こうせつ       | 船山基紀         | JAS-2035         |
| 5                | 1982年 11月25日  | A面              | 横浜メルヘン                          | 庄野真代         | 小泉まさみ       | 川上了           | JAS-2040         |
| 5                | 1982年 11月25日  | B面              | 街角シーソー・ゲーム                  | 岸田智史         | 岸田智史         | 矢野立美         | JAS-2040         |
| ビクター音楽産業 |                  |                  |                                       |                  |                  |                  |                  |
| 6                | 1984年 2月21日   | A面              | 涙のクレッシェンド                    | 秋元康           | 松尾一彦         | 井上鑑           | SV-7371          |
| 6                | 1984年 2月21日   | B面              | 6月の方舟                             | 秋元康           | 見岳章           | 井上鑑           | SV-7371          |
| 7                | 1984年 9月5日    | A面              | 悲しみをうけとめて                    | 岩里祐穂         | タケカワユキヒデ | 清水信之         | SV-7431          |
| 7                | 1984年 9月5日    | B面              | へんネ!                               | 國木田あこ TAKE' | タケカワユキヒデ | 清水信之         | SV-7431          |
| 8                | 1985年 10月5日   | A面              | 謎のアンドロメダ 〜異次元からの帰還〜 | 麻生圭子         | 中崎英也         | 鷺巣詩郎         | SJX-7004         |
| 8                | 1985年 10月5日   | B面              | 心からラヴ・ソング                    | 麻生圭子         | 中崎英也         | 鷺巣詩郎         | SJX-7004         |
| 9                | 1986年 5月21日   | A面              | ハートの季節                          | 松井五郎         | 都倉俊一         | 川村栄二         | KV-3075          |
| 9                | 1986年 5月21日   | B面              | 片思いのハミング                      | 松井五郎         | 都倉俊一         | 川村栄二         | KV-3075          |

### アルバム

#### ライブ・アルバム
- 伊藤つかさバースデー・パーティー（1983年2月21日／徳間ジャパン／CTのみ、LP未発売）
- ト・キ・メ・キ ライブ（1983年8月26日／徳間ジャパン／CTのみ、LP未発売）

※『ト・キ・メ・キ ライブ +6』（2014年2月12日）として、2枚のライブ・アルバムを1枚にまとめて初CD化。

#### ベスト・アルバム
- つかさ（1983年3月25日／徳間ジャパン）

オリジナルの『つかさ』とは別アルバム。CDのみ発売のベスト盤。35JC-5。
- ジャパン天使（1983年4月25日／徳間ジャパン、JAL-34）

初の公式ベスト・アルバム。アルバムとしては未CD化。新曲として「雨の土曜日」を収録。
- つかさランド〜セレクション〜（1984年5月25日／2枚組／徳間ジャパン、18JAL-1/2）

新曲として「めぐり逢い」を収録。
- Best Sellction（1986年09月25日／CD2枚組／徳間ジャパン、CDは27JC-173～4）

収録曲はLP『つかさランド〜セレクション〜』と同じもの。ジャケットは別のものとなっている。
- 伊藤つかさベストコレクション（2000年12月21日／徳間ジャパン、CDはTKCA-72057）

「夢見るSeason」「もう一度逢えますか」「横浜メルヘン」「ハートの季節」はシングル・ヴァージョンで収録。
- ゴールデン☆ベスト（2004年11月25日／徳間ジャパン／全18曲、CDはTKCA-72783）

「夢見るSeason」「もう一度逢えますか」「横浜メルヘン」「ハートの季節」はシングル・ヴァージョンで収録。「街角シーソー・ゲーム」はアルバム・ヴァージョンで収録。

#### 映像作品
- Sweet Romance あなたに…愛（1984年／ビクター／クレッシェンド他全8曲）
- 伊藤つかさ （2002年8月19日／DVD／竹書房）

## 写真集・エッセイ
- つかさ 葡萄色の風景（1981年 徳間書店）
- 見つめていてね 夕暮れひとりぼっち（1981年 ワニブックス）
- 伊藤つかさ 夕暮れ物語（1981年 新興楽譜出版社）
- 鞍馬天狗（1981年 廣済堂出版）杉作役
- 近代映画社ハロー 伊藤つかさ SPECIAL（1981年 近代映画社）
- 近代映画社ハロー 伊藤つかさ SPECIAL 2（1981年 近代映画社）
- 近代映画社ハロー 伊藤つかさ part3（1982年 近代映画社）
- 近代映画社ハロー TSUKASA（1982年 近代映画社）
- 伊藤つかさ TSUKASA in China スターランドDELUXE（1982年 徳間書店）
- あなたに…愛（1984年 近代映画社）
- QUÉ TAL ?（2002年 竹書房）ヘアヌードを披露（スペイン語「¿ Qué tal ?」より。「How are you ?」ぐらいの意味。）
- TE QUIERO.（2003年 竹書房）上記ヘアヌード写真集の再編集版。